# Augustus 2014
Dit artikel geeft een chronologisch overzicht van de belangrijkste gebeurtenissen per dag van de maand augustus in het jaar 2014.

## Gebeurtenissen

### 1 augustus
- De wapenstilstand in het conflict in de Gazastrook, die drie dagen had moeten duren, is na een aantal uren alweer verbroken. Israël en Hamas beschuldigen elkaar wederzijds van het schenden ervan. Bij daaropvolgende aanvallen komen weer meer dan honderd mensen om.
- De Amerikaanse president Barack Obama geeft toe dat de VS na de aanslagen op 11 september 2001 verdachten gemarteld hebben tijdens verhoren.

### 4 augustus
- De Wereldbank geeft aan maximaal 200 miljoen dollar uit te trekken voor de strijd tegen Ebola. De Wereldgezondheidsorganisatie zegt dat er in West-Afrika nu 887 mensen overleden zijn als gevolg van deze ziekte.
- Een groot aantal staatshoofden, regeringsleiders en andere hoogwaardigheidsbekleders gedenkt in Luik het begin van de Eerste Wereldoorlog. Exact honderd jaar eerder vielen Duitse troepen België binnen.
- De Amerikaanse president Obama ontvangt 50 Afrikaanse staatshoofden en regeringsleiders in Washington D.C. voor een driedaagse economische top.

### 6 augustus
- Na een ruim tien jaar durende reis door het zonnestelsel komt de ESA-ruimtesonde Rosetta bij de komeet 67P/Tsjoerjoemov-Gerasimenko aan.

### 8 augustus
- De VN-veiligheidsraad veroordeelt de aanvallen van ISIS-strijders in het noorden van Irak. Amerikaanse vliegtuigen voeren luchtaanvallen uit op ISIS-strijders. Ook worden voedselpakketten gedropt voor vluchtelingen in de bergen.
- De Wereldgezondheidsorganisatie (WHO) roept de ebola-uitbraak in West-Afrika uit tot een internationale medische noodtoestand.

### 9 augustus
- In Ferguson (Missouri) wordt de 18jarige ongewapende zwarte winkeldief Michael Brown door de politie doodgeschoten. De woede hierover is groot, mede door eerdere ervaringen met het politiekorps van Saint Louis. Om aan de vernielingen en plunderingen een einde te maken stuurt de gouverneur van Missouri de Nationale Garde naar het gebied.
- Het Greenpeace-schip Arctic Sunrise keert terug in Nederland. Het schip werd in september 2013, na een actie tegen een booreiland in de Noordelijke IJszee, door Rusland aan de ketting gelegd in de haven van Moermansk.

### 10 augustus
- Een nieuw driedaags bestand wordt van kracht in de Gazastrook.
- Premier Erdoğan wint de presidentsverkiezingen in Turkije.
- De islamistische terreurorganisatie Boko Haram ontvoert een honderdtal jonge mannen uit het dorp Doron Baga in de Nigeriaanse deelstaat Borno. Achtentwintig mensen komen om bij de aanval.
- Het Islamic Republic News Agency, het officiële persbureau van Iran, meldt dat Sepahan Airlines vlucht 5915 is neergestort in de hoofdstad Teheran, op Teheran Mehrabad International Airport. 39 personen komen om bij de crash.

### 12 augustus
- Paus Franciscus verheft de Nieuwe Calixtuskerk in Groenlo tot basilica minor.
- De Wereldgezondheidsorganisatie (WHO) meldt dat er meer dan duizend mensen zijn overleden door de ebola-uitbraak in West-Afrika.

### 13 augustus
- Bij de Griekse plaats Amphipolis wordt door archeologen een zeer grote graftombe ontdekt uit de tijd van Alexander de Grote.

### 14 augustus
- Een nieuw vijfdaags bestand wordt van kracht in de Gazastrook.
- De Verenigde Naties roepen de hoogste noodtoestand uit voor Irak, zodat bijkomende hulpmiddelen gestuurd kunnen worden naar de mensen die vluchten voor het offensief van de Islamitische Staat.
- Paleontologen ontdekken in Zuid-Brazilië een nieuw soort pterosauriër. Ze vonden ruim veertig fossiele skeletten van deze nieuwe pterosauriërsoort in de staat Paraná.

### 15 augustus
- De moslimextremistische organisatie Islamitische Staat (IS) doodt in het dorp Kojo in het noorden van Irak tachtig jezidische mannen. De VN-Veiligheidsraad gaat akkoord met sancties tegen IS en het Al-Nusra Front.
- Oekraïne verklaart een Russisch militair konvooi te hebben vernietigd dat de grens was overgestoken; Rusland ontkent. Internationaal wordt ongerust gereageerd op deze escalatie in de oorlog in Oost-Oekraïne.
- Er vallen 22 doden bij een bomaanslag in de stad Nemr in de Syrische provincie Daraa.
- In de Oost-Afghaanse provincie Parvan worden per vergissing drie Afghaanse agenten gedood bij een NAVO-bombardement.
- De Nederlandse atlete Dafne Schippers wint op het EK in Zürich goud op de 200 meter. Het is haar tweede Europese titel: eerder won ze op datzelfde EK al de 100 meter.

### 16 augustus
- Het Tsjadische leger bevrijdt 85 gijzelaars die zes dagen eerder door de islamistische terreurorganisatie Boko Haram in de Nigeriaanse deelstaat Borno waren ontvoerd.

### 17 augustus
- Tim Wellens is de eindwinnaar van de Eneco Tour. Hij is de eerste Belgische winnaar van die wielerronde.

### 18 augustus
- Bij een schipbreuk op het Albertmeer, in het midden van Afrika, komen minstens elf mensen om het leven.

### 19 augustus
- Nog vóór het verstrijken van het bestand worden vanuit de Gazastrook raketten afgevuurd op Israël. Als antwoord daarop voert het Israëlische leger nieuwe luchtaanvallen uit, waardoor het conflict opnieuw escaleert. Israël roept zijn onderhandelaars terug uit Caïro.
- Door de islamistische terreurbeweging IS wordt een video naar buiten gebracht waarop de onthoofding is te zien van de Amerikaanse persfotograaf James Foley als vergelding voor de bombardementen door het Amerikaanse leger op stellingen van IS in Noord-Irak.
- Rusland kondigt aan dat de vestigingen van McDonald's in het land om hygiënische redenen moeten sluiten. Als eerste wordt de McDonald's op het Poesjkinplein in Moskou gesloten. Dit filiaal was sinds de opening in 1990 een symbool van de opening van Rusland naar het westen.

### 20 augustus
- Bij nieuwe bombardementen in de Gazastrook vallen zeker 16 doden aan Palestijnse kant, onder wie de vrouw en het kind van Hamasleider Mohammed Deif. Het bestand kwam op 19 augustus tot een einde toen Hamas vanuit de Gazastrook raketten afvuurde op Israël.
- Minstens 36 mensen komen om bij aardverschuivingen en overstromingen veroorzaakt door hevige regenval in en rond de Japanse stad Hiroshima. Premier Shinzo Abe geeft het bevel tot onmiddellijke reddingsoperaties.
- In de Liberiaanse hoofdstad Monrovia komt het tot rellen nadat de hele wijk West Point in quarantaine is geplaatst om de ebola-epidemie tegen te gaan. De overheid stelt ook een avondklok in.

### 21 augustus
- Rusland sluit in Moskou vier vestigingen van de fastfoodketen McDonald's. Alhoewel ze als reden een onbetrouwbare voedselveiligheid opgeeft, wordt het opgevat als een reactie op de economische sancties door de Verenigde Staten en de Europese Unie vanwege de Russisch-Oekraïense Oorlog.

### 23 augustus
- IJsland geeft code rood uit voor de luchtvaart vanwege een dreigende vulkaanuitbarsting van de vulkaan Bárðarbunga; dat betekent dat rekening wordt gehouden met de uitstoot van grote hoeveelheden vulkaanas.

### 24 augustus
- De Italiaanse marine redt 73 vluchtelingen van een opblaasbare rubberboot die op weg was van Noord-Afrika naar Europa. Er worden ook negentien doden op de boot aangetroffen.
- De Amerikaanse staat Californië wordt getroffen door de zwaarste aardbeving in 25 jaar, met een sterkte van 6,1 op de schaal van Richter. Er vallen meer dan 120 gewonden, van wie er drie in kritieke toestand verkeren.

### 25 augustus
- Hulporganisatie het Rode Kruis verkeert in geldnood. Door het geweld in Irak, Syrië, Oekraïne en de Gazastrook komt de hulporganisatie honderden miljoenen euro's te kort.

### 26 augustus
- De Amerikaanse fastfoodketen Burger King neemt de Canadese koffie- en donutketen Tim Hortons over en gaat vanwege de hoge vennootschapsbelasting in de Verenigde Staten haar hoofdkantoor naar Canada verplaatsen.
- In Egypte komen Israël en Hamas een staakt-het-vuren voor onbepaalde tijd overeen.

### 29 augustus
- Bij de wereldkampioenschappen roeien op de Bosbaan in Amsterdam wint Eveline Peleman (België) goud op de lichtgewicht vrouwen skiff (single scull). Ook de Nederlandse lichte vrouwen dubbelvier behalen de wereldtitel, en wel in een wereldrecord.

### 30 augustus
- De Poolse premier Donald Tusk wordt benoemd tot voorzitter van de Europese Raad. De Italiaanse  minister van Buitenlandse Zaken Federica Mogherini wordt benoemd tot hoge vertegenwoordiger voor Buitenlandse Zaken en Veiligheidsbeleid.
- Protesten in de Pakistaanse hoofdstad Islamabad tegen  premier Nawaz Sharif monden uit in gevechten tussen antiregeringsbetogers en de politie. Daarbij vallen drie doden en raken bijna 400 mensen gewond.

### 31 augustus
- Bij de 30ste editie van de wereldkampioenschappen judo, die worden gehouden in Tsjeljabinsk, eindigt Nederland als 21ste en laatste in het medailleklassement, dankzij slechts één bronzen medaille voor Sanne Verhagen.

## Overleden
<< · januari · februari · maart · april · mei · juni · juli · augustus · september · oktober · november · december · >>